# Fisher Ridge
Jeskynní systém Fisher Ridge se nachází v USA v Kentucky poblíž nejdelší jeskyně světa - Mamutí jeskyně. Jeskyně byly objeveny v roce 1981 a současné době dosahuje délka prozkoumaných chodeb přes 177 km, což činí jeskyni sedmou nejdelší ne světě. Pokud by se jeskyni podařilo propojit s Mamutí jeskyní, vzniklý systém by měl délku přes 800 km prozkoumaných chodeb.